# Geórgia no Festival Eurovisão da Canção 2014
Three Minutes to Earth (Português: Três minutos para a terra) é a canção que vai ser levada a Copenhaga pelo grupo The Shin e pela cantora   Mariko Ebralidze.
Participarão na segunda semifinal.